# Alissa White-Gluz
Alissa White-Gluz (Montreal, Quebec, Kanada, 31. srpnja 1985.) je kanadska pjevačica, najpoznatija kao bivša pjevačica i osnivačica kanadskog metal sastava The Agonist i trenutna pjevačica švedskog melodičnog death metal sastava Arch Enemy.

## Diskografija
Arch Enemy
- War Eternal (2014.)
- Will to Power (2017.)
- Deceivers (2022.)

The Agonist
- Once Only Imagined (2007.)
- Lullabies for the Dormant Mind (2009.)
- Prisoners (2009.)